# ملعب برازافيل الأولمبي
ملعب برازافيل الأولمبي أو ملعب كينتيلي البلدي هو ملعب كرة قدم وألعاب قوى يقع في برازافيل عاصمة جمهورية الكونغو. يستوعب الملعب 60 ألف متفرج.